# Introdução não técnica à entropia

Explosão do foguete Antares (2014)

Entropia é, basicamente, um conceito utilizado para medir o grau de desordem de algum sistema e é um conceito importante no ramo da física que estuda as causas e os efeitos de mudanças na temperatura, pressão e volume — e de outras grandezas termodinâmicas, conhecida como termodinâmica. A ideia de irreversibilidade, ou seja, a propriedade de um sistema de sofrer alterações que o leve de um estado inicial A para um estado final B, contudo de forma que torne-se impossível o regresso ao estado inicial, é fundamental para a compreensão da entropia.
Todos têm uma compreensão intuitiva da irreversibilidade. Se alguém assiste a um filme da vida cotidiana correndo para frente e em sentido inverso, é fácil distinguir entre os dois. O filme que corre no reverso mostra coisas impossíveis acontecendo - a água pulando de um copo em um jarro acima dele, a fumaça descendo uma chaminé, a água em um vidro congelando para formar cubos de gelo, e assim por diante.
Na termodinâmica, diz-se que os processos "de avanço" - despejar água de um jarro no copo, fumaça subindo uma chaminé, etc. - são "irreversíveis". Isso significa que eles não podem acontecer no sentido inverso. De fato, todos os processos físicos reais, envolvendo sistemas na vida cotidiana com muitos átomos ou moléculas, são irreversíveis. Para um processo irreversível em um sistema isolado (um sistema que não é sujeito a influência externa), a variável de estado termodinâmico conhecida como entropia nunca está diminuindo.
No cotidiano, pode haver processos nos quais o aumento da entropia é praticamente inobservável, quase zero. Nesses casos, um filme do processo em sentido inverso não parece improvável. Por exemplo, em um vídeo de 1 segundo, da colisão de duas bolas de bilhar, será difícil distinguir o caso para trás e de avanço, porque o aumento da entropia durante esse período é relativamente pequeno. Na termodinâmica, diz-se que este processo é praticamente "reversível", com um aumento de entropia praticamente zero. A afirmação do fato de que a entropia de um sistema isolado nunca diminui é conhecida como a segunda lei da termodinâmica.

As variáveis termodinâmicas não fornecem uma imagem "completa" do sistema

Como dito acima, a termodinâmica clássica é uma teoria física que descreve um "sistema" em termos das variáveis termodinâmicas do sistema ou suas partes. Algumas variáveis termodinâmicas são familiares: temperatura, pressão, volume. Entropia é uma variável termodinâmica que é menos familiar e não tão fácil de entender. Um "sistema" é qualquer região de espaço que contenha matéria e energia: uma xícara de café, um copo de água gelada, um foguete, um ovo. As variáveis termodinâmicas não fornecem uma imagem "completa" do sistema. A termodinâmica não faz suposições sobre a natureza microscópica de um sistema e não descreve nem leva em consideração as posições e velocidades dos átomos e moléculas individuais que compõem o sistema.
A termodinâmica trata da matéria em um sentido macroscópico; ela seria válida mesmo que a teoria atômica da matéria estivesse errada. Esta é uma qualidade importante, porque significa que o raciocínio baseado na termodinâmica é improvável que precise de alterações à medida que novos fatos sobre estrutura atômica e interações atômicas sejam encontradas. A essência da termodinâmica é incorporada nas quatro leis da termodinâmica. Infelizmente, a termodinâmica fornece pouca visão sobre o que está acontecendo no nível microscópico. A mecânica estatística é uma teoria física que explica a termodinâmica em termos microscópicos. Isso explica a termodinâmica em termos das possíveis detalhadas situações microscópicas em que o sistema pode estar quando as variáveis termodinâmicas do sistema são conhecidas. Uma configuração microscópica específica de um sistema termodinâmico que o sistema pode ocupar com certa probabilidade ao longo de suas flutuações térmicas, os "microestados", é conhecida enquanto que a descrição do sistema em termos termodinâmicos especifica a "macro-estado" do sistema. Muitos microestados diferentes podem produzir o mesmo macroestado. É importante entender que a mecânica estatística não define a temperatura, a pressão, a entropia, etc. Esses estados já estão definidos pela termodinâmica. A mecânica estatística serve para explicar a termodinâmica em termos de comportamento microscópico dos átomos e moléculas no sistema.

## Introdução

### Seta do tempo

Evolução temporal de uma garrafa de Klein no espaço xyzt

Tudo no universo passa pelo processo de envelhecimento, desde as galáxias e estrelas até seres humanos e bactérias. O universo também está passando pelo processo de envelhecimento do Big Bang quente até o futuro frio e vazio. São duas diferenças da direcionalidade da seta do tempo que faz a distinção do passado e do futuro. O que é surpreendente é que esse processo está diretamente inter-relacionado com a razão pela qual nascemos jovens e morremos velhos, ou a razão pela qual podemos decidir sobre o que fazer a seguir, mas não o que fazer antes, ou ainda sobre a razão pela qual nos lembramos do passado e não do futuro. Tudo isso pode ser atribuído à evolução do universo e mais especificamente às condições do universo há 14 bilhões de anos.
Tradicionalmente, as pessoas pensavam o contrário. Pensava-se que o mundo fosse teleológico, um universo dirigido para algum objetivo futuro, mas é melhor pensar no universo de uma outra forma, de que hoje em dia, tudo esteja conectado às condições do seu início e isto é uma consequência porque vivemos assim hoje. É por isso que olhamos para o universo em termos de causas e efeitos, razões de por que, propósitos e objetivos. Nenhum desses conceitos existe como partes dos fundamentos da realidade. Eles surgem quando diminuímos o zoom do microscópio para o nível do dia a dia. Para entender por que nos parece que vivemos em um mundo de causas e efeitos, quando a natureza no fundo é uma história de padrões laplacianos, precisamos entender a seta do tempo.
Para entender o tempo, é melhor começar com o espaço. Aqui, na superfície do nosso planeta, você é perdoado por pensar que existem as direções "para cima" e "para baixo" e de acreditar que este conceito está embutido como parte da natureza, mas na realidade, até onde a lei da física está envolvida, todas as direções no espaço foram criadas iguais. No espaço, um astronauta não notaria a direção do espaço. A razão pela qual existe uma diferença perceptual para nós, não é pela natureza do espaço, é porque vivemos na vizinhança de um corpo denso, a Terra. O tempo funciona da mesma maneira. Em nosso mundo cotidiano, a seta do tempo é inconfundível, e você seria perdoado por pensar que há uma diferença intrínseca entre o passado e o futuro. Na realidade, ambas as direções foram criadas iguais, a razão pela qual há uma distinção notável entre passado e futuro, não é por causa da natureza do tempo, é porque vivemos no rescaldo do evento do Big Bang.  

Um processo inverso do tempo é compatível com as leis da física.

Lembre-se de Galileu e da conservação do momento, a física se torna simples se ignorarmos o atrito e outras influências e considerarmos sistemas isolados; Assim, vamos considerar o caso de um pêndulo que balança para trás e para frente, e por uma questão de conviniência, vamos imaginar que o nosso pêndulo está numa câmara de vácuo selada, livre da resistência do ar e alguém lhe mostra o filme deste pêndulo. Você não está impressionado, você já viu filmes de pêndulo antes. Então, ela revela a surpresa, ela está mostrando o filme rodando para trás. Você não percebeu isso porque um pêndulo balançando de volta no tempo aparece exatamente como se um balançando para a frente no tempo. Este é um exemplo simples de um princípio muito geral: para cada maneira que um sistema pode evoluir no tempo, de acordo com a lei da física, há outra evolução permitida que está apenas executando o sistema de trás para frente no tempo. Não há nada nas leis que diz que as coisas podem evoluir em uma direção de tempo, mas não podem na outra. Ações físicas são reversíveis. Ambas as direções do tempo estão no mesmo pé. Isso é razoável para sistemas simples como um pêndulo, uma colisão de bola de bilhar, a lua girando ao redor do planeta, mas quando nos deparamos com sistemas macroscópicos complicados, tudo em nossa experiência nos diz que certas coisas acontecem em uma direção no tempo, mas não na outra. Ovos quebram e são mexidos, mas clara e gema não se desembaralham e voltam para dentro da casca, foguetes explodem e partes voam para longe, mas não se juntam magicamente em uma implosão, café e leite podem se misturar, mas nunca podem desfazer espontaneamente a mistura.
Se existe uma suposta simetria entre passado e futuro, por que tantos processos ocorrem para frente e nunca para trás? Mesmo para esses processos complexos, existe um processo inverso do tempo que é perfeitamente compatível com as leis da física. A clara e a gema poderiam voltar para dentro do ovo e o leite com café poderiam ser desmisturados. Tudo o que temos a fazer é inverter a tragédia de todas as partículas desses sistemas e das coisas com as quais elas estavam interagindo. Nenhum desses processos viola a lei da física. O único problema é que isso é extraordinariamente improvável. A verdadeira questão não é por que nunca vemos água da jarra voltando para as torneiras no futuro, mas sim por que vimos a água saindo da torneira no passado? Este conceito foi criado pela primeira vez no século XIX por um grupo de cientistas que inventaram um novo campo, a mecânica estatística.  
Um dos líderes foi Ludwig Boltzmann. Foi ele quem adotou o conceito de entropia; que foi reconhecido como ideia central no estudo da irreversibilidade em termodinâmica e reconciliou com o mundo microscópico dos átomos. Antes de Boltzmann aparecer, a entropia era entendida em termos de eficiência de coisas como motores a vapor que eram o grande problema da época. Toda vez que você tentava queimar combustível para fazer algum tipo de trabalho, como puxar uma locomotiva, havia algum desperdício na forma de calor. A entropia pode ser pensada como uma forma de medir a ineficiência. Quanto mais calor desperdiçado for emitido, mais entropia será criada, e não importa o que você faça, a entropia total será um número positivo. Você pode fazer uma geladeira e esfriar as coisas, mas apenas às custas de expelir ainda mais calor na parte de trás do aparelho. Este entendimento foi codificado na 2ª lei da termodinâmica: A entropia total de um sistema fechado nunca diminui, permanecendo constante ou aumentando com o passar do tempo.
Boltzmann e colegas afirmaram que podemos entender a entropia como uma característica de como os átomos são organizados dentro de diferentes sistemas. Em vez de pensar no calor e na entropia como coisas distintas que obedecem às suas próprias leis da natureza, pensamos nelas como propriedades de sistemas feitos de átomos. E podemos derivar essas regras da mecânica newtoniana que se aplica a tudo no universo. Calor e entropia, em outras palavras, são maneiras convenientes de se falar sobre átomos. A introspecção chave de Boltzmann foi que, quando olhamos para um ovo ou uma xícara de café com leite, não vemos realmente os átomos e moléculas individuais do que é feito. O que vemos são algumas características macroscópicas observáveis. Existem muitos arranjos de átomos que nos dão a mesma aparência macroscópica. As características observáveis fornecem o curso de granulação do estado preciso do sistema. Dado isso, Boltzmann sugeriu que poderiamos identificar a entropia do sistema com o número de estados que seriam microscopicamente indistinguíveis do estado em que o sistema se encontra. Tecnicamente, é o logaritmo ({\displaystyle log}) do estado indistinguível, mas esse detalhe matemático o é importante agora.
Uma configuração de baixa entropia é aquela em que estados relativamente pequenos aparecem dessa maneira, enquanto uma entropia alta corresponde a muitos estados possíveis. Há muitas maneiras de organizar moléculas de leite e café, de modo que todas pareçam estar homogeniamente juntas. Há muito menos arragos que as moléculas do leite está no topo e as do café no fundo.

A baixa entropia é responsável pela seta termodinâmica do tempo.

Com a definição de Boltzmann em mãos, faz todo o sentido que a entropia tende a aumentar com o tempo. A razão é simples: há muito mais estados com alta entropia do que estados com baixa entropia. Se você começar com uma configuração de baixa entropia e ela simplesmente evoluir em praticamente qualquer direção, é extraordinariamente provavel que a entropia aumentará. Quando a entropia está no alto ponto que se pode alcançar, pode-se dizer que o sistema está equilibrado. Em equilibrio, o tempo não tem flecha.
O que Boltzmann explicou com sucesso é porque, dada a entropia do universo hoje, que é muito provável que haja entropia mais alta amanhã, o problema é porque as regras subjacentes da mecânica de Newton não distinguem entre passado e futuro, precisamente a mesma análise deve prever que a entropia deveria prever que a entropia também era maior. Ninguém acha que a entropia foi maior ontem, então precisamos adicionar algo à nossa imagem. O que temos que acrescentar é uma suposição sobre a condição inicial do universo observável, principalmente que ele estava em um estado de entropia muito baixo.
Um filósofo nos deu a hipótese passada. Com essa suposição, e com a suposição muito fraca de que a condição inicial da entropia não estava bem ajustada para fazer a entropia diminuir ainda mais no tempo, tudo se encaixa. Assim, a razão pela qual a entropia foi menor ontem é simples, é porque ela foi ainda mais baixa um dia antes de ontem. E isso é verdade, porque ela era menor antes disso. Esta razão segue de volta, graduamente 14 bilhões de anos direito ao Big Bang. Isso pode ou não ser o início absoluto do espaço e do tempo, mas é certamente a parte de um universo que podemos observar.
A origem do universo, portanto, surge de uma condição especial no passado distante. Ninguém sabe por que exatamente o universo primordial tinha uma baixa entropia.Isto é um dos enigmas do mundo que tem uma explicação profunda de que nós ainda não encontramos uma resposta, ou isso pode ser apenas um fato natural que temos que aceitar. Mas o que sabemos é que inicialmente a baixa entropia é responsável pela seta termodinâmica do tempo. Isto é, a realidade que a entropia é menor quando movendo em direção ao passado e maior em indo em direção ao futuro. Surpreendentemente, essa propriedade da entropia é responsável por todas as diferenças entre o passado e o futuro que conhecemos. A memória, o envelhecimento, a causa e efeito, todos podem ser rastreados até a segunda lei da termodinâmica e, em particular, ao fato de que a entropia costumava ser baixa no passado.

### Entropia de Boltzmann

Gelo derretendo: um exemplo clássico de aumento de entropia

Na mecânica estatística, a entropia de um sistema é descrita como uma medida de quantos microstados diferentes existem para poder gerar o macrostado em que o sistema está dentro. A entropia do sistema é dada pela famosa equação de Ludwig Boltzmann:

| {\displaystyle S=k\,log\,W} | \| \| \| \| \| \| \| \| | (1) |
|                             |                         |     |
|                             |                         |     |
.
onde k é a constante de Boltzmann, que é igual a 1.38065 × 10−23 J/K e W é o número total de microestados possíveis que podem gerar o macroestado. O conceito de irreversibilidade decorre da ideia de que, se você tiver um sistema em um macrostado "improvável" (o {\displaystyle log} [{\displaystyle W}] é relativamente pequeno), ele irá se mover para o macrostado "mais provável" (com {\displaystyle log} maior [{\displaystyle W}]) e a entropia {\displaystyle S} aumentará.
É improvável que em um copo com água quente um cubo de gelo nele apareça, ele deve ter sido criado recentemente, e o sistema se moverá para um macroestado mais provável onde o cubo de gelo seja parcialmente ou totalmente derretido e a água seja resfriada. A mecânica estatística mostra que o número de microestados que dão origem a gelo e a água quente é muito menor do que o número de microestados que proporcionam uma reduzida massa de gelo e a água fria dentro do copo.

## Explicação
O conceito de entropia termodinâmica surge da segunda lei da termodinâmica. Esta lei de aumento de entropia quantifica a redução na capacidade de um sistema de mudança ou determina se um processo termodinâmico pode ocorrer.

Em um sistema, esta energia calorífica pode ser transformada em trabalho.

Por exemplo, o calor sempre flui de uma região com temperatura mais alta para uma com temperatura mais baixa até chegar um ponto que temperatura se torna uniforme.
A entropia é calculada de duas maneiras, a primeira é a mudança de entropia ({\displaystyle delta}S) para um sistema que contém um subsistema que é submetido a transferência de calor para o meio ambiente (dentro do sistema de interesse). Baseia-se na relação macroscópica entre o fluxo de calor no subsistema e a temperatura em que ocorre somada ao longo do limite desse subsistema.
A segunda maneira calcula a entropia absoluta (S) de um sistema com base no comportamento microscópico de suas partículas individuais. Isto é baseado no logaritmo natural do número de microestados possíveis em um macroestade particular (W ou Ω) chamado de probabilidade termodinâmica. Aproximadamente, dá a probabilidade do sistema que esta nesse estado.

### Teorema de Clausius
A declaração de Clausius afirma que é impossível construir um dispositivo cujo único efeito seja a transferência de calor de um reservatório frio para um reservatório quente. De forma equivalente, o calor flui espontaneamente a partir de um corpo quente para um mais frio um, não o contrário.
Clausius foi um dos primeiros a trabalhar na ideia de entropia e é mesmo responsável por dar esse nome. Clausius procurou mostrar uma relação proporcional entre a entropia e o fluxo de energia por aquecimento (δQ) em um sistema. Em um sistema, esta energia calorífica pode ser transformada em trabalho, e o trabalho pode ser transformado em calor através de um processo cíclico. Clausius escreve que "a soma algébrica de todas as transformações que ocorrem em um processo cíclico só pode ser inferior a zero ou, como caso extremo, igual a nada".
Seguindo o formalismo de Clausius, o primeiro cálculo pode ser explicado matematicamente como:

| {\displaystyle {\rm {\delta }}S={\frac {{\rm {\delta }}q}{T}}.} | \| \| \| \| \| \| \| \| | (2) |
|                                                                 |                         |     |
|                                                                 |                         |     |
Onde δS é o aumento ou diminuição da entropia, δq é o calor adicionado ao sistema ou subtraído dele, e T é a temperatura. O estranho sinal de igual indica que a mudança é reversível. Se deixarmos a temperatura variar, a equação deve ser integrada ao longo do caminho da temperatura. Este cálculo da mudança de entropia não permite a determinação do valor absoluto, apenas as diferenças. Neste contexto, a Segunda Lei da Termodinâmica pode ser declarada que, para transferência de calor sobre qualquer processo válido para qualquer sistema, isolado ou não,

| {\displaystyle {{\rm {\delta }}S}\geq {\frac {{\rm {\delta }}q}{T}}.} | \| \| \| \| \| \| \| \| | (3) |
|                                                                       |                         |     |
|                                                                       |                         |     |
De acordo com a primeira lei da termodinâmica, que trata da conservação da energia, a perda δq de calor resultará em uma diminuição da energia interna do sistema termodinâmico. A entropia termodinâmica fornece uma medida comparativa da quantidade de diminuição da energia interna e o correspondente aumento da energia interna dos ambientes a uma determinada temperatura. Uma visualização simples e mais concreta da segunda lei é que a energia de todos os tipos passa de ser localizada para tornar-se dispersa ou espalhada, se não for impedida de fazê-lo. Mudança de entropia é a medida quantitativa desse tipo de um processo espontâneo: quanta energia fluiu ou qual a amplitude da energia espalhada a uma temperatura específica.
O segundo cálculo define a entropia em termos absolutos e vem da mecânica estatística. A entropia de um macroestado particular é definida como a constante de Boltzmann multiplicada pelo logaritmo natural do número de microestados correspondente a esse macroestado, ou matematicamente

| {\displaystyle S=k_{B}\ln \Omega ,\!} | \| \| \| \| \| \| \| \| | (4) |
|                                       |                         |     |
|                                       |                         |     |
Onde S é a entropia, kB é a constante de Boltzmann, e Ω é o número de microestados.
O macroestado de um sistema é o que sabemos sobre o sistema, por exemplo, a temperatura, pressão e volume de um gás em um recipiente. Para cada conjunto de valores de temperatura, pressão e volume há muitas combinações de moléculas que resultam nesses valores. O número de disposições de moléculas que podem resultar nos mesmos valores de temperatura, pressão e volume é o número de microestados. O conceito de entropia foi desenvolvido para descrever qualquer um dos vários fenômenos, dependendo do campo e do contexto em que ele está sendo usado. Por exemplo, a entropia da informação leva os conceitos matemáticos da termodinâmica estatística em áreas da teoria de probabilidade, sem conexão com o calor e a energia.

## Exemplo de aumento de entropia

Lapso de tempo de derretimento do sistema "gelo azul"

O derretimento de gelo fornece um exemplo no qual a entropia aumenta em um pequeno sistema, um sistema termodinâmico que consiste no ambiente (a sala quente) e a entidade do recipiente de vidro, gelo e água, que foi permitida alcançar equilíbrio termodinâmico na temperatura de fusão do gelo. Neste sistema, algum calor (reprensentado com símbolo: δQ) do ambiente mais quente a 298 K (25 ° C) transfere para o sistema mais frio de gelo e água em sua temperatura constante (T) de 273 K (0 ° C), a temperatura de fusão do gelo.
A entropia do sistema, que é δQ/T, aumenta por δQ/273K. O calor δQ para este processo é a energia necessária para mudar a água do estado sólido para o estado líquido, e é chamado de calor de fusão isto é, ΔH para a fusão do gelo.
É importante perceber que a entropia da sala onde o gelo e a água estão diminui menos do que a entropia do gelo e a água aumenta: a temperatura ambiente de 298 K é maior que 273 K e, portanto, a razão (mudança de entropia) de δQ/298K para o ambiente é menor do que a razão (mudança de entropia), de δQ/273K para o sistema de gelo e água. Isso é sempre verdade em eventos espontâneos em um sistema termodinâmico e mostra a importância preditiva da entropia: a entropia líquida final após esse evento é sempre maior do que a entropia inicial.
À medida que a temperatura da água fria vai para a da sala e a sala, imperceptivelmente, esfria mais, a soma do δQ/T sobre a variação contínua, “em muitos incrementos”, na água inicialmente fria para a água finalmente quente pode ser encontrada por cálculo. Todo esse "universo" em miniatura, ou seja, neste sistema termodinâmico, aumentou em entropia. A energia se tornou espontaneamente mais dispersa e espalhada naquele "universo" do que quando o copo de gelo e água foi introduzido e se tornou um "sistema" dentro do "universo".

## História

Animação esquemática do motor a vapor de Newcomen. (Vapor (rosa) e a água (azul). - Válvulas abertas (verde) e fechadas (vermelho))

O conceito de entropia se desenvolveu em resposta à observação de que uma certa quantidade de energia funcional liberada das reações de combustão é sempre perdida para dissipação ou fricção e, portanto, não é transformada em trabalho útil. Os primeiros motores movidos a calor, como Thomas Savery (1698), o motor Newcomen (1712) e o triciclo a vapor Cugnot (1769) eram ineficientes, convertendo menos de dois por cento da energia de entrada em produção útil; uma grande quantidade de energia útil foi dissipada ou perdida. Nos dois séculos seguintes, os físicos investigaram esse quebra-cabeça de energia perdida; o resultado foi o conceito de entropia.
Em 1803, o matemático Lazare Carnot publicou um trabalho intitulado "Fundamental Principles of Equilibrium and Movement". Este trabalho inclui uma discussão sobre a eficiência de máquinas fundamentais, isto é, polias e planos inclinados. Carnot viu através de todos os detalhes dos mecanismos para desenvolver uma discussão geral sobre a conservação da energia mecânica. No início da década de 1850, Rudolf Clausius apresentou o conceito do sistema termodinâmico e postulou o argumento de que, em qualquer processo irreversível, uma pequena quantidade de energia térmica (δQ) é incrementalmente dissipada através do limite do sistema. Clausius continuou a desenvolver suas ideias de energia perdida e cunhou o termo entropia.
Em 1876, o físico J. W. Gibbs, baseando-se no trabalho de Clausius, de Hermann von Helmholtz e outros, propôs que a medição da "energia disponível" (ΔG) em um sistema termodinâmico poderia ser matematicamente explicada pela subtração da "perda de energia" (TΔS) da variação total de energia do sistema (ΔH). Estes conceitos foram desenvolvidos por James Clerk Maxwell, em 1871 e Max Planck, em 1903.